# Denisse Orengo
Denisse Orengo (ur. 18 stycznia 1981) – portorykańska lekkoatletka specjalizująca się w skoku o tyczce.

## Osiągnięcia
- dwa srebrne medale mistrzostw Ameryki Środkowej i Karaibów (St. George’s 2003 & Nassau 2005)[2][3]
- wielokrotna rekordzistka kraju

## Rekordy życiowe
- skok o tyczce (stadion) – 4,16 (2004) były rekord Portoryko[4]
- skok o tyczce (hala) – 4,15 (2005) były rekord Portoryko[5]